# Pečine
Pečine so naselje v Občini Tolmin.